# Alessandria Unione Sportiva 1920-1921
Questa pagina raccoglie le informazioni riguardanti l'Alessandria Unione Sportiva nelle competizioni ufficiali della stagione 1920-1921.

## Divise
| 1ª divisa | 2ª divisa |

## Organigramma societario
Area direttiva
- Presidente: Giuseppe Brezzi
- Vicepresidente: Camillo Borasio
- Consiglieri: Gino Gandini, Gioachino Garavelli, Pietro Poggio, Giovanni Rossanigo e Bruno Voglino
- Sindaci: Teresio Baratta, Stefano Bauzone e Maggiore Piacentini

Area organizzativa
- Segretario: Ernesto Bobbio
- Cassiere: Umberto Vitale

Area tecnica
- Responsabile: Amilcare Savojardo
- Allenatore: Percy Humphreys

Area sanitaria
- Massaggiatore: Domenico Assandro

## Rosa
| N. |                   | Ruolo | Calciatore          |
| -- | ----------------- | ----- | ------------------- |
|    | Italia (bandiera) | P     | Cesare Fillide      |
|    | Italia (bandiera) | P     | Mario Orgero        |
|    | Italia (bandiera) | P     | Eugenio Porrati     |
|    | Italia (bandiera) | D     | Luigi Bellana       |
|    | Italia (bandiera) | D     | Emilio Bonato       |
|    | Italia (bandiera) | D     | Giuseppe Ticozzelli |
|    | Italia (bandiera) | D     | Luigi Vercelli      |
|    | Italia (bandiera) | C     | Primo Bay (I)       |
|    | Italia (bandiera) | C     | Carlo Carcano       |

| N. |                   | Ruolo | Calciatore          |
| -- | ----------------- | ----- | ------------------- |
|    | Italia (bandiera) | C     | Carlo Lazoli (I)    |
|    | Italia (bandiera) | C     | Nicola Papa (II)    |
|    | Italia (bandiera) | A     | Adolfo Baloncieri   |
|    | Italia (bandiera) | A     | Carlo Bay (II)      |
|    | Italia (bandiera) | A     | Guglielmo Brezzi    |
|    | Italia (bandiera) | A     | Mario Capra (I)     |
|    | Italia (bandiera) | A     | Carlo Moretti       |
|    | Italia (bandiera) | A     | Venerino Papa (III) |

## Risultati

### Prima Categoria

#### Torneo settentrionale - Sezione piemontese

##### Girone di andata
| Arbitro: | Varetto (Torino) |

|                |           |                                        |
| Guglielminotti | Marcatori | , Papa III Baloncieri , Bay I Vercelli |

| Arbitro: | Mauro (Milano) |

|                |           |  |
| Baloncieri 80’ | Marcatori |  |

| Arbitro: | Minoli (Torino) |

|  |           |                                       |
|  | Marcatori | 9’ Baloncieri 72’ Brezzi 80’ Papa III |

| Arbitro: | Brunetti (Torino) |

| |           |  |
| Baloncieri 2’ Bay I 9’, 60’, 65’, 77’ Ticozzelli 15’ Carcano 18’ Papa III 26’, 66’, 83’, 89’ Brezzi 40’, 58’ | Marcatori |  |

| Arbitro: | Scamoni (Torino) |

|              |           |                           |
| Patrucco 23’ | Marcatori | 11’ Baloncieri 57’ Brezzi |

##### Girone di ritorno
| Arbitro: | Minoli (Torino) |

|                                       |           |             |
| Capra I 15’ Baloncieri 60’ Brezzi 89’ | Marcatori | 57’ Fornero |

| Alessandria 2 gennaio 1921 7ª giornata | Alessandria | 2 – 0 forfait referto | Biellese | Campo degli Orti |

| Torino 9 gennaio 1921 8ª giornata | Amatori | 0 – 2 forfait referto | Alessandria |  |

| Vercelli 16 gennaio 1921 9ª giornata | Pro Vercelli     | 0 – 0 referto | Alessandria | Foro Boario\| Arbitro: \| Scamoni (Torino) \| |
| Arbitro:                             | Scamoni (Torino) |               |             |                                               |

| Arbitro: | Poggio (Vercelli) |

|                                                   |           |  |
| Brezzi 9’, 24’ Papa III 20’ Bay I 34’ Capra I 62’ | Marcatori |  |

#### Semifinali nazionali

##### Girone di andata
| Arbitro: | Venegoni (Legnano) |

|              |           |  |
| Muratori 15’ | Marcatori |  |

| Arbitro: | Terzolo (Genova) |

|                                                            |           |  |
| Brezzi 2’, 79’, 88’ Baloncieri 5’, 86’, 90’ Bay I 17’, 19’ | Marcatori |  |

| Arbitro: | A.Gama (Milano) |

|                          |           |               |
| Papa III 25’ Papa II 89’ | Marcatori | 1’ Chiominati |

##### Girone di ritorno
| Arbitro: | Brunetti (Torino) |

|                                                  |           |                |
| Brezzi 15’ Papa III 29’, 72’ Baloncieri 76’, 90’ | Marcatori | 10’ Manfredini |

| Arbitro: | Terzolo (Genova) |

|            |           |  |
| Passano 7’ | Marcatori |  |

| Arbitro: | Galletti (Genova) |

|              |           |                |
| Olivieri 16’ | Marcatori | 2’, 21’ Brezzi |

##### Spareggio
| Arbitro: | Barnabò (Milano) |

|                                                  |           |  |
| Baloncieri 33’ Papa III 58’ Bay I 76’ Brezzi 80’ | Marcatori |  |

#### Semifinale nord
| Arbitro: | Brunetti (Torino) |

|                                        |           |  |
| Rampini II 1’ Gay 38’, 57’ Rosetta 45’ | Marcatori |  |

## Statistiche

### Statistiche di squadra
| Competizione | Punti | In casa | In casa | In casa | In casa | In casa | In casa | In trasferta | In trasferta | In trasferta | In trasferta | In trasferta | In trasferta | Totale | Totale | Totale | Totale | Totale | Totale | DR  |
| Competizione | Punti | G       | V       | N       | P       | Gf      | Gs      | G            | V            | N            | P            | Gf           | Gs           | G      | V      | N      | P      | Gf     | Gs     | DR  |
| ------------ | ----- | ------- | ------- | ------- | ------- | ------- | ------- | ------------ | ------------ | ------------ | ------------ | ------------ | ------------ | ------ | ------ | ------ | ------ | ------ | ------ | --- |
| Eliminatorie | 19    | 5       | 5       | 0       | 0       | 24      | 1       | 5            | 4            | 1            | 0            | 13           | 2            | 10     | 9      | 1      | 0      | 37     | 3      | +34 |
| Semifinali   | 8     | 3       | 3       | 0       | 0       | 15      | 2       | 3            | 1            | 0            | 2            | 2            | 3            | 6      | 4      | 0      | 2      | 17     | 5      | +12 |
| Spareggio    |       | -       | -       | -       | -       | -       | -       | 1            | 1            | 0            | 0            | 4            | 0            | 1      | 1      | 0      | 0      | 4      | 0      | +4  |
| Finale       |       | -       | -       | -       | -       | -       | -       | 1            | 0            | 0            | 1            | 0            | 4            | 1      | 0      | 0      | 1      | 0      | 4      | -4  |
| Totale       | -     | 8       | 8       | 0       | 0       | 39      | 3       | 10           | 6            | 1            | 3            | 19           | 9            | 18     | 14     | 1      | 3      | 58     | 12     | +46 |

### Statistiche dei giocatori
| Giocatore      | Eliminatorie | Eliminatorie | Semifinali | Semifinali | Spareggio | Spareggio | Finale   | Finale | Totale   | Totale |
| Giocatore      | Presenze     | Reti         | Presenze   | Reti       | Presenze  | Reti      | Presenze | Reti   | Presenze | Reti   |
| -------------- | ------------ | ------------ | ---------- | ---------- | --------- | --------- | -------- | ------ | -------- | ------ |
| A. Baloncieri  | 8            | 6            | 6          | 5          | 1         | 1         | 1        | 0      | 16       | 12     |
| P. Bay (I)     | 8            | 7            | 6          | 2          | 1         | 1         | 1        | 0      | 16       | 10     |
| C. Bay (II)    | -            | -            | 3          | 0          | -         | -         | -        | -      | 3        | 0      |
| E. Bonato      | 1            | 0            | 2          | 0          | 1         | 0         | 1        | 0      | 5        | 0      |
| G. Brezzi      | 7            | 7            | 6          | 6          | 1         | 1         | 1        | 0      | 15       | 14     |
| M. Capra (I)   | 8            | 2            | 2          | 0          | 1         | 0         | 1        | 0      | 12       | 2      |
| C. Carcano     | 8            | 1            | 4          | 0          | 1         | 0         | 1        | 0      | 14       | 1      |
| C. Fillide     | 5            | -2           | -          | -          | -         | -         | -        | -      | 5        | -2     |
| A. Lazoli (II) | 5            | 0            | 1          | 0          | -         | -         | -        | -      | 6        | 0      |
| C. Moretti     | 8            | 0            | 5          | 0          | -         | -         | 1        | 0      | 14       | 0      |
| N. Papa (II)   | 3            | 0            | 6          | 1          | 1         | 0         | 1        | 0      | 11       | 1      |
| V. Papa (III)  | 8            | 8            | 6          | 3          | 1         | 1         | 1        | 0      | 16       | 12     |
| E. Porrati     | 3            | -1           | 6          | -5         | 1         | 0         | 1        | -4     | 11       | -10    |
| G. Ticozzelli  | 8            | 1            | 6          | 0          | 1         | 0         | 1        | 0      | 16       | 1      |
| L. Vercelli    | 8            | 1            | 6          | 0          | 1         | 0         | 1        | 0      | 16       | 1      |